# Брукс, Джефф
Джефф Брукс (англ. Jeff Brooks; род. 12 июня 1989, Луисвилл, штат Кентукки, США) — американский и итальянский профессиональный баскетболист, играющий на позиции тяжёлого форварда.

## Карьера
По окончании университета Пенсильвании Брукс перебрался в Италию, где играл на протяжении 4 сезонов своей профессиональной карьеры. В свой дебютный европейский сезон Брукс стал лидером клуба итальянской Серии «В» «Аврора», в среднем набирая 17 очков, 7 подборов и 1,7 перехвата за 35 минут.
Результативная игра позволила ему перейти в клуб элитного дивизиона чемпионата Италии «Канту». В составе своей новой команды Брукс завоевал Суперкубок Италии, а также дебютировал в Евролиге.
Сезон 2013/2014 Брукс провёл в «Ювеказерте» и принял участие в «Матче всех звёзд» итальянской Серии «А».
В сезоне 2014/2015, со своим новым коллективом «Динамо» (Сассари), Джефф во второй раз сыграл в Евролиге, остановившись в шаге от ТОП-16 самого престижного клубного турнира Европы. Кроме того, Брукс помог клубу оформить «золотой хет-трик», второй год подряд завоевав Кубок Италии и впервые в истории клуба выиграв золотые медали национального чемпионата, а также Суперкубок страны. В составе «Динамо» (Сассари) Брукс провел 50 матчей, в которых его средняя статистика составила 9,0 очка, 6,2 подбора, 1,2 передачи, 1,3 перехвата и 0,6 блок-шота за 28,0 минуты. В 8 матчах Евролиги он набирал в среднем 9,3 очка, 5,0 подбора, 1,3 передачи, 2,0 перехвата и 0,6 блок-шота за 28,6 минуты.

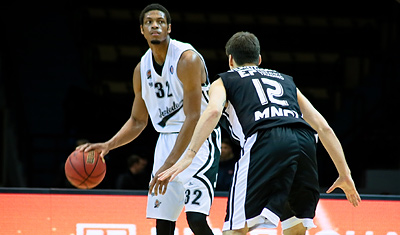
Джефф Брукс в составе «Автодора»

В июле 2015 года подписал двухлетний контракт с «Автодором». В составе саратовского клуба в 26 матчах Единой лиги ВТБ Брукс набирал 11,0 очка, 5,8 подбора и 2,2 передачи.
В июле 2016 года Брукс перешёл в «Уникаху». В 22 матчах Еврокубка набирал 7,3 очка, 4,2 подбора и 1,0 передачи в среднем за игру. По окончании сезона продлил контракт с клубом.
В июне 2018 года стал игроком «Олимпии Милан».

## Сборная Италии
В мае 2017 года Брукс попал в предварительный список сборной Италии и может быть привлечён в ряды команды в качестве натурализованного легионера.

## Достижения
- Бронзовый призёр Евролиги: 2020/2021
- Обладатель Еврокубка: 2016/2017
- Чемпион Италии: 2014/2015
- Обладатель Кубка Италии: 2015
- Обладатель Суперкубка Италии (4): 2012, 2014, 2018, 2020